# FIA-Formel-3-Rennwochenende in Australien 2024
Das FIA-Formel-3-Rennwochenende in Australien 2024 war der zweite Lauf der FIA-Formel-3-Meisterschaft 2024 und fand vom 22. bis 24. März auf dem Albert Park Circuit in Melbourne statt.

## Meldeliste
Alle Teams und Fahrer verwendeten das Dallara-Chassis F3 2019, 3,4-Liter-V6-Saugmotoren von Mecachrome und Reifen von Pirelli.
| Team                  | Nr. | Fahrer                   | Chassis         | Motor             | Reifen |
| --------------------- | --- | ------------------------ | --------------- | ----------------- | ------ |
| Prema Racing          | 01  | Dino Beganovic           | Dallara F3 2019 | Mecachrome 3.4 V6 | P      |
| Prema Racing          | 02  | Gabriele Minì            | Dallara F3 2019 | Mecachrome 3.4 V6 | P      |
| Prema Racing          | 03  | Arvid Lindblad           | Dallara F3 2019 | Mecachrome 3.4 V6 | P      |
| Trident               | 04  | Leonardo Fornaroli       | Dallara F3 2019 | Mecachrome 3.4 V6 | P      |
| Trident               | 05  | Sami Meguetounif         | Dallara F3 2019 | Mecachrome 3.4 V6 | P      |
| Trident               | 06  | Santiago Ramos           | Dallara F3 2019 | Mecachrome 3.4 V6 | P      |
| MP Motorsport         | 07  | Tim Tramnitz             | Dallara F3 2019 | Mecachrome 3.4 V6 | P      |
| MP Motorsport         | 08  | Kacper Sztuka            | Dallara F3 2019 | Mecachrome 3.4 V6 | P      |
| MP Motorsport         | 09  | Alex Dunne               | Dallara F3 2019 | Mecachrome 3.4 V6 | P      |
| Campos Racing         | 10  | Oliver Goethe            | Dallara F3 2019 | Mecachrome 3.4 V6 | P      |
| Campos Racing         | 11  | Sebastián Montoya        | Dallara F3 2019 | Mecachrome 3.4 V6 | P      |
| Campos Racing         | 12  | Mari Boya                | Dallara F3 2019 | Mecachrome 3.4 V6 | P      |
| Hitech Pulse-Eight    | 14  | Luke Browning            | Dallara F3 2019 | Mecachrome 3.4 V6 | P      |
| Hitech Pulse-Eight    | 15  | Martinius Stenshorne     | Dallara F3 2019 | Mecachrome 3.4 V6 | P      |
| Hitech Pulse-Eight    | 16  | Cian Shields             | Dallara F3 2019 | Mecachrome 3.4 V6 | P      |
| Jenzer Motorsport     | 17  | Charlie Wurz             | Dallara F3 2019 | Mecachrome 3.4 V6 | P      |
| Jenzer Motorsport     | 18  | Max Esterson             | Dallara F3 2019 | Mecachrome 3.4 V6 | P      |
| Jenzer Motorsport     | 19  | Matías Zagazeta          | Dallara F3 2019 | Mecachrome 3.4 V6 | P      |
| Van Amersfoort Racing | 20  | Noel León                | Dallara F3 2019 | Mecachrome 3.4 V6 | P      |
| Van Amersfoort Racing | 21  | Sophia Flörsch           | Dallara F3 2019 | Mecachrome 3.4 V6 | P      |
| Van Amersfoort Racing | 22  | Tommy Smith              | Dallara F3 2019 | Mecachrome 3.4 V6 | P      |
| ART Grand Prix        | 23  | Christian Mansell        | Dallara F3 2019 | Mecachrome 3.4 V6 | P      |
| ART Grand Prix        | 24  | Laurens van Hoepen       | Dallara F3 2019 | Mecachrome 3.4 V6 | P      |
| ART Grand Prix        | 25  | Nikola Zolow             | Dallara F3 2019 | Mecachrome 3.4 V6 | P      |
| PHM AIX Racing        | 26  | Tasanapol Inthraphuvasak | Dallara F3 2019 | Mecachrome 3.4 V6 | P      |
| PHM AIX Racing        | 27  | Nikita Bedrin            | Dallara F3 2019 | Mecachrome 3.4 V6 | P      |
| PHM AIX Racing        | 28  | Joshua Dufek             | Dallara F3 2019 | Mecachrome 3.4 V6 | P      |
| Rodin Motorsport      | 29  | Callum Voisin            | Dallara F3 2019 | Mecachrome 3.4 V6 | P      |
| Rodin Motorsport      | 30  | Piotr Wiśnicki           | Dallara F3 2019 | Mecachrome 3.4 V6 | P      |
| Rodin Motorsport      | 31  | Joseph Loake             | Dallara F3 2019 | Mecachrome 3.4 V6 | P      |

## Klassifikationen

### Qualifying
| Pos.                                                                                     | Fahrer                   | Team                  | Zeit     | SPR | HAU |
| ---------------------------------------------------------------------------------------- | ------------------------ | --------------------- | -------- | --- | --- |
| 01                                                                                       | Leonardo Fornaroli       | Trident               | 1:33,044 | 12  | 01  |
| 02                                                                                       | Gabriele Minì            | Prema Racing          | 1:33,063 | 11  | 02  |
| 03                                                                                       | Dino Beganovic           | Prema Racing          | 1:33,344 | 10  | 03  |
| 04                                                                                       | Nikita Bedrin            | PHM AIX Racing        | 1:33,389 | 08  | 04  |
| 05                                                                                       | Luke Browning            | Hitech Pulse-Eight    | 1:33,435 | 07  | 05  |
| 06                                                                                       | Mari Boya                | Campos Racing         | 1:33,571 | 06  | 06  |
| 07                                                                                       | Nikola Zolow             | ART Grand Prix        | 1:33,584 | 09  | 07  |
| 08                                                                                       | Arvid Lindblad           | Prema Racing          | 1:33,716 | 05  | 08  |
| 09                                                                                       | Oliver Goethe            | Campos Racing         | 1:33,767 | 04  | 09  |
| 10                                                                                       | Christian Mansell        | ART Grand Prix        | 1:33,969 | 03  | 10  |
| 11                                                                                       | Martinius Stenshorne     | Hitech Pulse-Eight    | 1:34,095 | 02  | 11  |
| 12                                                                                       | Laurens van Hoepen       | ART Grand Prix        | 1:34,108 | 01  | 12  |
| 13                                                                                       | Joshua Dufek             | PHM AIX Racing        | 1:34,287 | 13  | 13  |
| 14                                                                                       | Charlie Wurz             | Jenzer Motorsport     | 1:34,312 | 14  | 14  |
| 15                                                                                       | Sebastián Montoya        | Campos Racing         | 1:34,323 | 15  | 15  |
| 16                                                                                       | Noel León                | Van Amersfoort Racing | 1:34,358 | 16  | 16  |
| 17                                                                                       | Alex Dunne               | MP Motorsport         | 1:34,421 | 17  | 17  |
| 18                                                                                       | Santiago Ramos           | Trident               | 1:34,464 | 18  | 18  |
| 19                                                                                       | Kacper Sztuka            | MP Motorsport         | 1:34,485 | 19  | 19  |
| 20                                                                                       | Max Esterson             | Jenzer Motorsport     | 1:34,487 | 20  | 20  |
| 21                                                                                       | Matías Zagazeta          | Jenzer Motorsport     | 1:34,517 | 21  | 21  |
| 22                                                                                       | Tim Tramnitz             | MP Motorsport         | 1:34,527 | 22  | 22  |
| 23                                                                                       | Callum Voisin            | Rodin Carlin          | 1:34,773 | 23  | 23  |
| 24                                                                                       | Tasanapol Inthraphuvasak | PHM AIX Racing        | 1:34,865 | 24  | 24  |
| 25                                                                                       | Sophia Flörsch           | Van Amersfoort Racing | 1:34,902 | 25  | 25  |
| 26                                                                                       | Sami Meguetounif         | Trident               | 1:35,062 | 26  | 26  |
| 27                                                                                       | Piotr Wiśnicki           | Rodin Carlin          | 1:35,413 | 27  | 27  |
| 28                                                                                       | Cian Shields             | Hitech Pulse-Eight    | 1:35,519 | 28  | 28  |
| 29                                                                                       | Joseph Loake             | Rodin Carlin          | 1:35,700 | 29  | 29  |
| 30                                                                                       | Tommy Smith              | Van Amersfoort Racing | 1:36,799 | 30  | 30  |
| 107-Prozent-Zeit: 1:39,557 min (bezogen auf die Pole-Position-Bestzeit von 1:33,044 min) |                          |                       |          |     |     |
| Quelle:                                                                                  |                          |                       |          |     |     |

Anmerkungen
1. ↑  Nikola Zolow erhielt eine Drei-Plätze-Strafrückversetzung für das Sprintrennen aufgrund des verursachten Unfalles im Training mit Alex Dunne.

### Sprintrennen
| Pos.                                                                      | Fahrer                   | Team                  | Runden | Zeit      | Start | Schnellste Runde |
| ------------------------------------------------------------------------- | ------------------------ | --------------------- | ------ | --------- | ----- | ---------------- |
| 01                                                                        | Martinius Stenshorne     | Hitech Pulse-Eight    | 20     | 35:32,870 | 02    | 1:36,713 (02.)   |
| 02                                                                        | Arvid Lindblad           | Prema Racing          | 20     | + 1,673   | 05    | 1:36,547 (02.)   |
| 03                                                                        | Laurens van Hoepen       | ART Grand Prix        | 20     | + 1,958   | 01    | 1:37,297 (02.)   |
| 04                                                                        | Mari Boya                | Campos Racing         | 20     | + 3,165   | 06    | 1:36,209 (02.)   |
| 05                                                                        | Oliver Goethe            | Campos Racing         | 20     | + 4,152   | 04    | 1:36,288 (02.)   |
| 06                                                                        | Gabriele Minì            | Prema Racing          | 20     | + 5,158   | 11    | 1:36,617 (02.)   |
| 07                                                                        | Alex Dunne               | MP Motorsport         | 20     | + 6,485   | 17    | 1:37,584 (04.)   |
| 08                                                                        | Sebastián Montoya        | Campos Racing         | 20     | + 7,122   | 15    | 1:37,290 (04.)   |
| 09                                                                        | Leonardo Fornaroli       | Trident               | 20     | + 7,311   | 12    | 1:36,568 (02.)   |
| 10                                                                        | Christian Mansell        | ART Grand Prix        | 20     | + 7,747   | 03    | 1:36,576 (02.)   |
| 11                                                                        | Charlie Wurz             | Jenzer Motorsport     | 20     | + 8,234   | 14    | 1:37,196 (04.)   |
| 12                                                                        | Tim Tramnitz             | MP Motorsport         | 20     | + 8,628   | 22    | 1:37,548 (03.)   |
| 13                                                                        | Dino Beganovic           | Prema Racing          | 20     | + 9,735   | 10    | 1:36,477 (03.)   |
| 14                                                                        | Joseph Loake             | Rodin Carlin          | 20     | + 10,834  | 29    | 1:38,078 (06.)   |
| 15                                                                        | Matías Zagazeta          | Jenzer Motorsport     | 20     | + 11,288  | 21    | 1:37,929 (04.)   |
| 16                                                                        | Kacper Sztuka            | MP Motorsport         | 20     | + 11,967  | 19    | 1:38,038 (03.)   |
| 17                                                                        | Sami Meguetounif         | Trident               | 20     | + 13,233  | 26    | 1:38,200 (05.)   |
| 18                                                                        | Callum Voisin            | Rodin Carlin          | 20     | + 13,744  | 23    | 1:37,388 (04.)   |
| 19                                                                        | Sophia Flörsch           | Van Amersfoort Racing | 20     | + 14,623  | 25    | 1:37,920 (04.)   |
| 20                                                                        | Nikola Zolow             | ART Grand Prix        | 20     | + 15,214  | 09    | 1:38,070 (04.)   |
| 21                                                                        | Nikita Bedrin            | PHM AIX Racing        | 20     | + 15,474  | 08    | 1:36,412 (02.)   |
| 22                                                                        | Joshua Dufek             | PHM AIX Racing        | 20     | + 15,640  | 13    | 1:37,484 (03.)   |
| 23                                                                        | Piotr Wiśnicki           | Rodin Carlin          | 20     | + 16,893  | 27    | 1:37,934 (05.)   |
| 24                                                                        | Santiago Ramos           | Trident               | 20     | + 17,443  | 18    | 1:36,923 (05.)   |
| 25                                                                        | Cian Shields             | Hitech Pulse-Eight    | 20     | + 18,250  | 28    | 1:37,768 (04.)   |
| 26                                                                        | Max Esterson             | Jenzer Motorsport     | 20     | + 19,095  | 20    | 1:38,471 (05.)   |
| 27                                                                        | Tommy Smith              | Van Amersfoort Racing | 20     | + 27,347  | 30    | 1:37,898 (05.)   |
| 28                                                                        | Luke Browning            | Hitech Pulse-Eight    | 19     | + 1 Runde | 07    | 1:36,186 (02.)   |
| –                                                                         | Tasanapol Inthraphuvasak | PHM AIX Racing        | 13     | DNF       | 24    | 1:38,421 (05.)   |
| –                                                                         | Noel León                | Van Amersfoort Racing | 12     | DNF       | 16    | 1:37,506 (04.)   |
| Schnellste Rennrunde, die für Punkte berechtigt ist: Mari Boya (1:36,209) |                          |                       |        |           |       |                  |
| Quelle:                                                                   |                          |                       |        |           |       |                  |

Anmerkungen
1. ↑  Dino Beganovic erhielt eine Fünf-Sekunden-Strafe (Abdrängen eines anderen Fahrers), die auf die Endzeit aufaddiert wurde; er verlor acht Positionen im Endresultat.
2. ↑  Nikita Bedrin erhielt eine Zehn-Sekunden-Strafe (Abkürzen), die auf die Endzeit aufaddiert wurde; er verlor 13 Positionen im Endresultat.
3. ↑  Max Esterson erhielt eine Fünf-Sekunden-Strafe (Streckenbegrenzung mehrmals ignoriert), die auf die Endzeit aufaddiert wurde; er verlor sieben Positionen im Endresultat.
4. ↑  Tommy Smith erhielt eine Zehn-Sekunden-Strafe (Verursachung eines Unfalles), die auf die Endzeit aufaddiert wurde; er verlor zwei Positionen im Endresultat.

### Hauptrennen
| Pos.                                                                           | Fahrer                   | Team                  | Runden | Zeit       | Start | Schnellste Runde |
| ------------------------------------------------------------------------------ | ------------------------ | --------------------- | ------ | ---------- | ----- | ---------------- |
| 01                                                                             | Dino Beganovic           | Prema Racing          | 23     | 41:23,816  | 03    | 1:35,588 (07.)   |
| 02                                                                             | Leonardo Fornaroli       | Trident               | 23     | + 1,682    | 01    | 1:35,715 (08.)   |
| 03                                                                             | Gabriele Minì            | Prema Racing          | 23     | + 3,221    | 02    | 1:35,671 (08.)   |
| 04                                                                             | Luke Browning            | Hitech Pulse-Eight    | 23     | + 4,050    | 05    | 1:35,848 (09.)   |
| 05                                                                             | Charlie Wurz             | Jenzer Motorsport     | 23     | + 16,958   | 14    | 1:36,557 (08.)   |
| 06                                                                             | Sebastián Montoya        | Campos Racing         | 23     | + 21,230   | 15    | 1:36,033 (10.)   |
| 07                                                                             | Mari Boya                | Campos Racing         | 23     | + 21,492   | 06    | 1:36,413 (09.)   |
| 08                                                                             | Nikita Bedrin            | PHM AIX Racing        | 23     | + 25,610   | 04    | 1:36,488 (08.)   |
| 09                                                                             | Oliver Goethe            | Campos Racing         | 23     | + 26,530   | 09    | 1:36,105 (07.)   |
| 10                                                                             | Christian Mansell        | ART Grand Prix        | 23     | + 26,785   | 10    | 1:36,463 (07.)   |
| 11                                                                             | Arvid Lindblad           | Prema Racing          | 23     | + 27,009   | 08    | 1:35,984 (09.)   |
| 12                                                                             | Sami Meguetounif         | Trident               | 23     | + 29,437   | 26    | 1:36,712 (09.)   |
| 13                                                                             | Laurens van Hoepen       | ART Grand Prix        | 23     | + 29,512   | 12    | 1:37,311 (10.)   |
| 14                                                                             | Max Esterson             | Jenzer Motorsport     | 23     | + 30,441   | 20    | 1:36,741 (08.)   |
| 15                                                                             | Tim Tramnitz             | MP Motorsport         | 23     | + 33,023   | 22    | 1:37,186 (10.)   |
| 16                                                                             | Alex Dunne               | MP Motorsport         | 23     | + 33,577   | 17    | 1:36,729 (09.)   |
| 17                                                                             | Matías Zagazeta          | Jenzer Motorsport     | 23     | + 34,067   | 21    | 1:37,554 (09.)   |
| 18                                                                             | Kacper Sztuka            | MP Motorsport         | 23     | + 37,812   | 19    | 1:37,295 (10.)   |
| 19                                                                             | Nikola Zolow             | ART Grand Prix        | 23     | + 38,222   | 07    | 1:37,331 (07.)   |
| 20                                                                             | Cian Shields             | Hitech Pulse-Eight    | 23     | + 42,693   | 28    | 1:37,601 (07.)   |
| 21                                                                             | Callum Voisin            | Rodin Carlin          | 23     | + 44,080   | 23    | 1:36,670 (09.)   |
| 22                                                                             | Joshua Dufek             | PHM AIX Racing        | 23     | + 52,748   | 13    | 1:36,956 (09.)   |
| 23                                                                             | Piotr Wiśnicki           | Rodin Carlin          | 23     | + 1:01,595 | 27    | 1:38,118 (10.)   |
| 24                                                                             | Santiago Ramos           | Trident               | 23     | + 1:09,926 | 18    | 1:36,183 (11.)   |
| 25                                                                             | Noel León                | Van Amersfoort Racing | 23     | + 1:10,635 | 16    | 1:37,451 (10.)   |
| 26                                                                             | Martinius Stenshorne     | Hitech Pulse-Eight    | 23     | + 1:14,235 | 11    | 1:36,612 (08.)   |
| –                                                                              | Sophia Flörsch           | Van Amersfoort Racing | 01     | DNF        | 25    | 1:54,723 (01.)   |
| –                                                                              | Tommy Smith              | Van Amersfoort Racing | 0      | DNF        | 30    | keine Zeit       |
| –                                                                              | Joseph Loake             | Rodin Carlin          | 0      | DNF        | 29    | keine Zeit       |
| –                                                                              | Tasanapol Inthraphuvasak | PHM AIX Racing        | 0      | DNF        | 24    | keine Zeit       |
| Schnellste Rennrunde, die für Punkte berechtigt ist: Dino Beganovic (1:35,588) |                          |                       |        |            |       |                  |
| Quelle:                                                                        |                          |                       |        |            |       |                  |

## Meisterschafts-Stände nach dem Rennwochenende
Beim Hauptrennen (HAU) bekamen die ersten Zehn des Rennens 25, 18, 15, 12, 10, 8, 6, 4, 2 bzw. 1 Punkt(e). Beim Sprintrennen (SPR) erhielten die ersten Zehn des Rennens 10, 9, 8, 7, 6, 5, 4, 3, 2 bzw. 1 Punkt(e). Die zusätzlichen zwei 0 für die Pole-Position im Hauptrennen gingen an Leonardo Fornaroli, der Extrapunkt für die schnellste Rennrunde wurde an Dino Beganovic (HAU) sowie Mari Boya (SPR) vergeben.

### Fahrerwertung
| Pos. | Fahrer               | Team               | Punkte |
| ---- | -------------------- | ------------------ | ------ |
| 01   | Luke Browning        | Hitech Pulse-Eight | 37     |
| 02   | Leonardo Fornaroli   | Trident            | 37     |
| 03   | Gabriele Minì        | Prema Racing       | 32     |
| 04   | Dino Beganovic       | Prema Racing       | 28     |
| 05   | Arvid Lindblad       | Prema Racing       | 23     |
| 06   | Tim Tramnitz         | MP Motorsport      | 21     |
| 07   | Christian Mansell    | ART Grand Prix     | 20     |
| 08   | Laurens van Hoepen   | ART Grand Prix     | 18     |
| 09   | Mari Boya            | Campos Racing      | 17     |
| 10   | Sami Meguetounif     | Trident            | 13     |
| 11   | Oliver Goethe        | Campos Racing      | 11     |
| 12   | Sebastián Montoya    | Campos Racing      | 11     |
| 13   | Martinius Stenshorne | Hitech Pulse-Eight | 10     |
| 14   | Charlie Wurz         | Jenzer Motorsport  | 10     |
| 15   | Santiago Ramos       | Trident            | 10     |

| Pos. | Fahrer                   | Team                  | Punkte |
| ---- | ------------------------ | --------------------- | ------ |
| 16   | Nikola Zolow             | ART Grand Prix        | 7      |
| 17   | Alex Dunne               | MP Motorsport         | 6      |
| 18   | Max Esterson             | Jenzer Motorsport     | 5      |
| 19   | Nikita Bedrin            | PHM AIX Racing        | 4      |
| 20   | Noel León                | Van Amersfoort Racing | 0      |
| 21   | Joseph Loake             | Rodin Carlin          | 0      |
| 22   | Matías Zagazeta          | Jenzer Motorsport     | 0      |
| 23   | Kacper Sztuka            | MP Motorsport         | 0      |
| 24   | Tasanapol Inthraphuvasak | PHM AIX Racing        | 0      |
| 25   | Callum Voisin            | Rodin Carlin          | 0      |
| 26   | Sophia Flörsch           | Van Amersfoort Racing | 0      |
| 27   | Cian Shields             | Hitech Pulse-Eight    | 0      |
| 28   | Joshua Dufek             | PHM AIX Racing        | 0      |
| 29   | Tommy Smith              | Van Amersfoort Racing | 0      |
| 30   | Piotr Wiśnicki           | Rodin Carlin          | 0      |

### Teamwertung
| Pos. | Konstrukteur       | Punkte |
| ---- | ------------------ | ------ |
| 01   | Prema Racing       | 83     |
| 02   | Trident            | 60     |
| 03   | Hitech Pulse-Eight | 47     |
| 04   | ART Grand Prix     | 45     |
| 05   | Campos Racing      | 39     |

| Pos. | Konstrukteur          | Punkte |
| ---- | --------------------- | ------ |
| 06   | MP Motorsport         | 27     |
| 07   | Jenzer Motorsport     | 15     |
| 08   | PHM AIX Racing        | 4      |
| 09   | Van Amersfoort Racing | 0      |
| 10   | Rodin Motorsport      | 0      |